# Vojislava Lukić
Vojislava Lukić (* 31. März 1987 in Subotica, Jugoslawien) ist eine ehemalige serbische Tennisspielerin.

## Karriere
Lukić spielt vorwiegend Turniere auf dem ITF Women’s Circuit, bei denen sie bislang acht Einzel- und fünf Doppeltitel gewinnen konnte. Ihr erstes Turnier als Profi bestritt sie im Oktober 2002 in Sedona, wo sie in der zweiten Runde ausschied.
Bei einem $25.000-Turnier in Pennsylvania gab sie am 12. August 2015 ihr Einzel beim Stande von 4:4 auf.

## Turniersiege

### Einzel
| Nr. | Datum              | Turnier             | Kategorie   | Belag     | Finalgegnerin        | Ergebnis        |
| --- | ------------------ | ------------------- | ----------- | --------- | -------------------- | --------------- |
| 1.  | 21. Mai 2006       | Pitești             | ITF $10.000 | Sand      | Amina Rachim         | 7:63, 5:7, 6:4  |
| 2.  | 18. Juni 2006      | Mediaș              | ITF $10.000 | Sand      | Diana Gae            | 6:3, 6:1        |
| 3.  | 23. Juli 2006      | Bukarest            | ITF $10.000 | Sand      | Elisa Peth           | 6:1, 6:0        |
| 4.  | 13. Mai 2007       | Antalya             | ITF $25.000 | Hartplatz | Anastasija Sevastova | 6:3, 7:63       |
| 5.  | 17. Juni 2012      | Bethany Beach       | ITF $10.000 | Sand      | Sanaz Marand         | 6:2, 7:5        |
| 6.  | 24. Juni 2012      | Williamsburg        | ITF $10.000 | Sand      | Caroline Doyle       | 6:1, 6:3        |
| 7.  | 14. September 2014 | Scharm asch-Schaich | ITF $10.000 | Hartplatz | Anna Morgina         | 6:3, 6:4        |
| 8.  | 23. November 2014  | Scharm asch-Schaich | ITF $10.000 | Hartplatz | Nina Stojanović      | 7:65, 6:73, 6:3 |

### Doppel
| Nr. | Datum              | Turnier             | Kategorie   | Belag     | Partnerin            | Finalgegnerinnen                     | Ergebnis      |
| --- | ------------------ | ------------------- | ----------- | --------- | -------------------- | ------------------------------------ | ------------- |
| 1.  | 5. Mai 2007        | Antalya             | ITF $25.000 | Hartplatz | Dessislawa Mladenowa | Oksana Kalaschnikowa Sopia Kwazabaia | 2:6, 6:2, 6:3 |
| 2.  | 30. Juni 2007      | Bukarest            | ITF $25.000 | Sand      | Julia Görges         | Laura-Ioana Andrei Mădălina Gojnea   | 6:2, 6:4      |
| 3.  | 29. September 2007 | Batumi              | ITF $25.000 | Hartplatz | Mihaela Buzărnescu   | Wassilissa Dawydowa Marina Shamayko  | 6:2, 6:4      |
| 4.  | 9. August 2014     | Scharm asch-Schaich | ITF $10.000 | Hartplatz | Haine Ogata          | Harriet Dart Claudia Williams        | 6:4, 6:2      |
| 5.  | 27. März 2015      | Bangkok             | ITF $15.000 | Hartplatz | Jang Su-jeong        | Chanel Simmonds Emily Webley-Smith   | 6:4, 6:4      |